# Reedville (Oregon)
Reedville az Amerikai Egyesült Államok Oregon államának Washington megyéjében, az Oregon Route 8 mentén elhelyezkedő önkormányzat nélküli település.

## Története
Névadója Simeon Gannett Reed, az Oregon Steam Navigation Company munkatársa, aki üzlettársával, William S. Ladd-del 32 km2-en állatokat neveltek és fogatversenyeket rendeztek. Felesége, Amanda Reed halála után a telek a Reed Főiskola része lett. A posta 1877 és 1954 között működött.
2003-ban megnyílt a térség első gördeszkaparkja. 2004-ben bizonyos körzetei Hillsboro része lettek, ami a házszámok módosításával járt.
Reed’s Crossing városrész alapkőletétele 2016-ban volt.

## Oktatás
A település a Hillsborói Tankerület lefedettségébe tartozik.

## Látnivalók
- A Barátom, Harvey nyúlfigurája[8]
- A Reedville Creek Park, a térség egyetlen gördeszkaparkja[9]

## Fordítás
- Ez a szócikk részben vagy egészben  a   Reedville, Oregon című angol Wikipédia-szócikk ezen változatának fordításán alapul.  Az eredeti cikk szerkesztőit annak laptörténete sorolja fel. Ez a jelzés csupán a megfogalmazás eredetét és a szerzői jogokat jelzi, nem szolgál a cikkben szereplő információk forrásmegjelöléseként.